# NEOS — Нова Австрія і Ліберальний форум
НЕОС — Нова Австрія (нім. NEOS – Das Neue Österreich), з 2014 року — NEOS — Нова Австрія і Ліберальний форум (нім. NEOS – Das Neue Österreich und Liberales Forum) — ліберальна політична партія в Австрії, заснована в жовтні 2012 року. Партія взяла участь у виборах до Парламенту 2013 разом з партією Ліберальний Форум, з якою в січні 2014 відбулося об'єднання. Партія представлена в Європейському Парламенті та в шести з де'яти Земельних парламентів. У Відні партія є складовою частиною сенату та місцевого уряду. На федеральному рівні партія є з березня 2025 року частиною коаліційного уряду разом з Австрійською народною партією та Соціал-демократичною партією Австрії. Лідером партії є Маттіас Штрольц. Партія підтримує ідеї прямої демократії, виступає за більш часте проведення референдумів і скасування військового обов'язку, а також проти збільшення податку на нерухомість і державне фінансування політичних партій.

## Історія

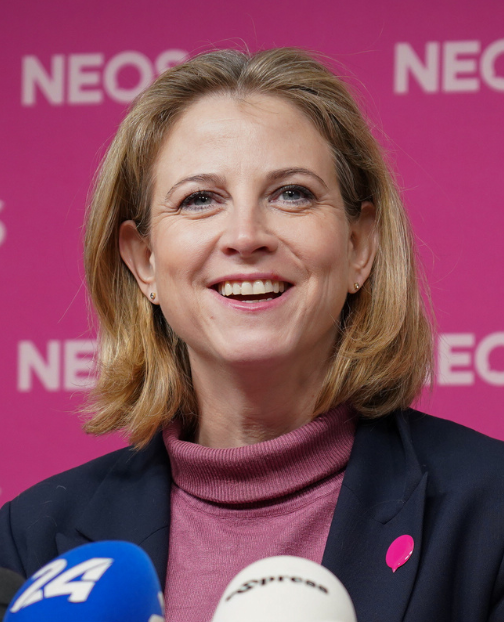
Беата Майнль-Райзінгер

Партія НЕОС виникла з таких рухів як «Фенікс» та «Австрія говорить» які виступали за більшу демократію. Вже з 2007 року зацікавлені політикою регулярно зустрічалися у Відні, серед них також пізніші співзасновники НЕОС Матіас Штрольц і Вайт Денглер. Установчі збори НЕОС відбулися 27 жовтня 2012 в Віденській Уранії. 
Партія була заснована в жовтні 2012 року і вже у 2013 році взяла участь в парламентських виборах за спільним виборчим списком з партіями Молоді ліберали Австрії і Ліберальний форум. На цих виборах, які відбулися 29 вересня 2013, NEOS — Нова Австрія отримала 4.9 % голосів виборців і 9 місць в Національній раді Австрії.
Головною думкою при заснуванні партії була реформа політичної системи. Якщо у традиційних партій питання визначення партійних списків та їх учасників вирішували партійні комітети і лідери партії, то у НЕОС перед кожними виборами проводилося відкрите онлайн-опитування. При цьому кожен зареєстрований громадянин міг вирішити, який кандидат має отримати мандат. Це повинно послабити владу партійних органів та функціонерів та зміцнити вплив громадян. 

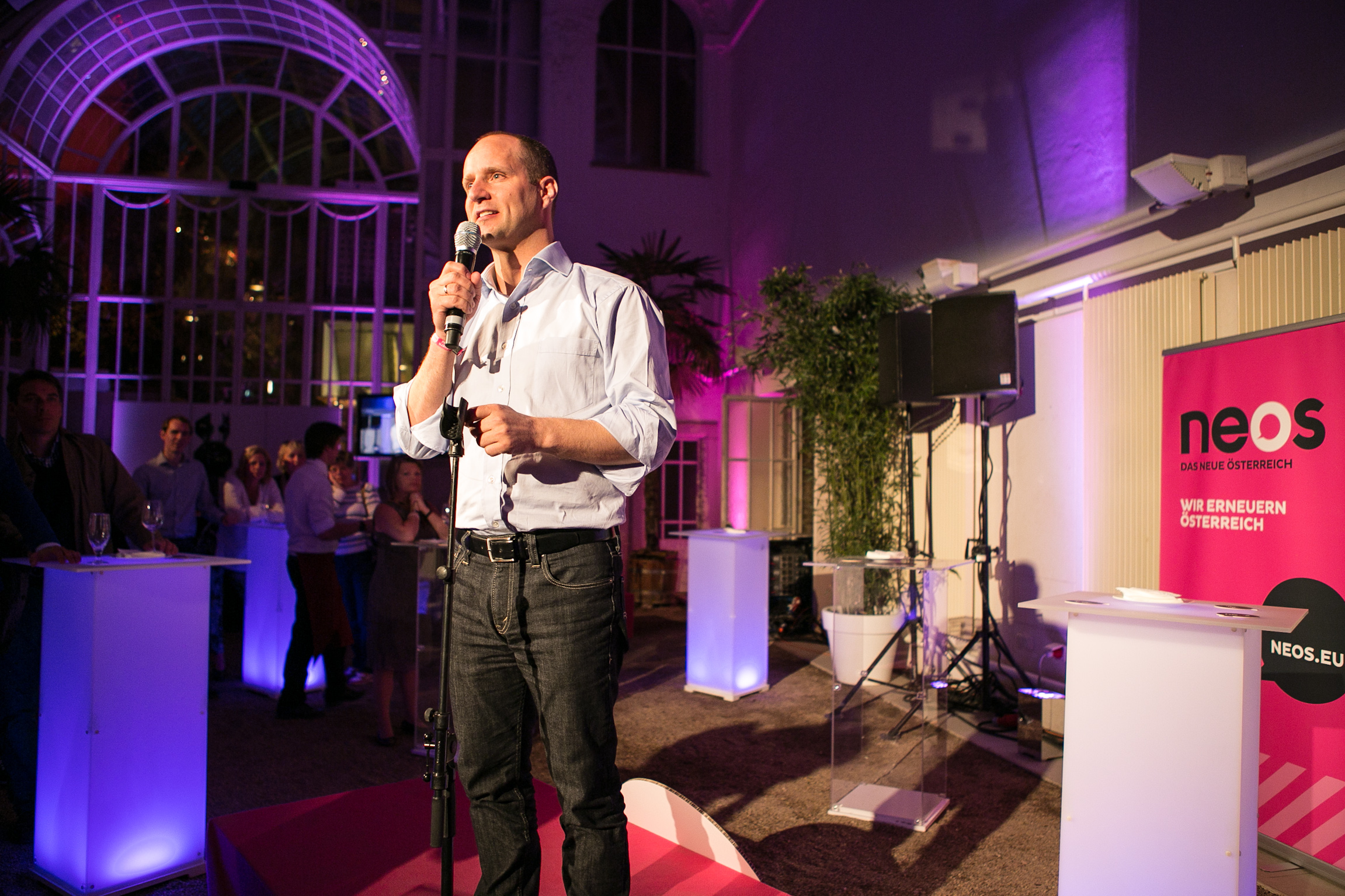
Маттіас Штрольц

25 січня 2014 NEOS формально поглинула партію Ліберальний форум, після чого назву партії було змінено на «NEOS — Нова Австрія і Ліберальний форум». У березні 2014 року до складу об'єднаної партії також увійшли раніше незалежні Молоді ліберали (JuLis), які потім утворили молодіжне крило партії під назвою «JUNOS — молоді ліберали NEOS».
Партія NEOS стала повноправним членом Альянсу лібералів і демократів за Європу (АЛДЄ) 2 травня 2014 року.
На виборах до Європейського парламенту в Австрії, які пройшли 25 травня 2014 року, партія отримала 8,1 % голосів виборців, тим самим завоювавши одне місце в Європарламенті.